# Willem Cornelisz Backer

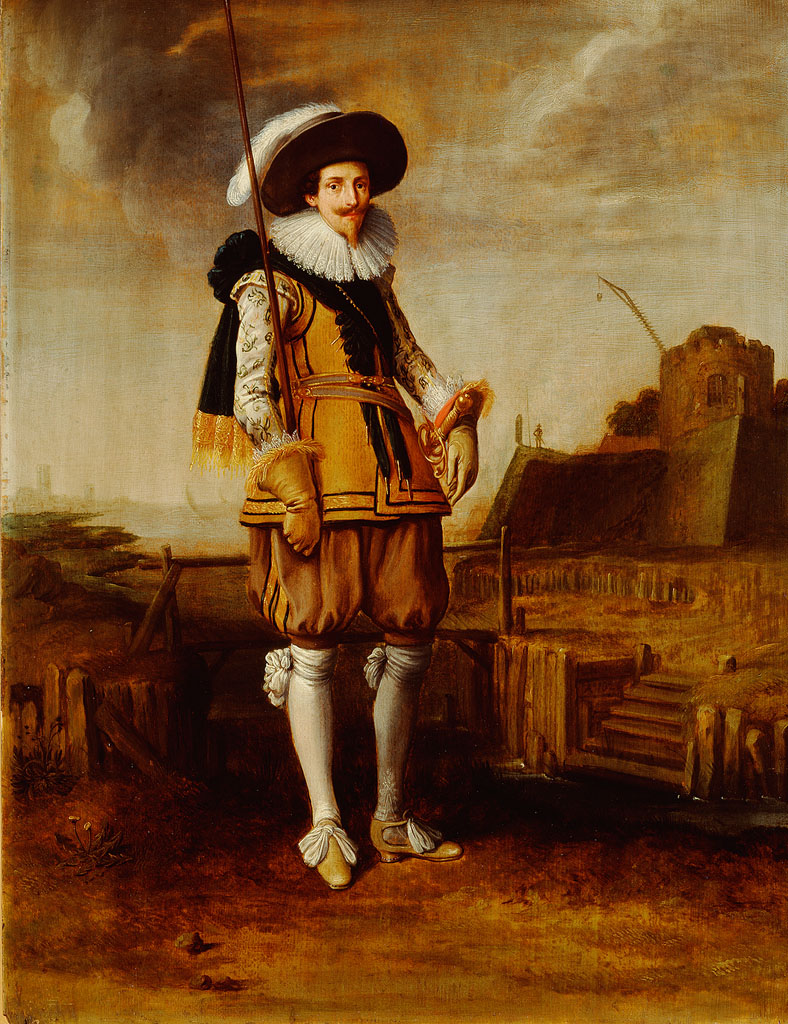
Willem Backer, door Anthonie Palamedesz

Willem Cornelisz Backer (17 april 1595 - 5 oktober 1652) was luitenant der schutterij en burgemeester van Amsterdam. Hij was lid van de familie Backer en werd geboren als zoon van Cornelis Jorisz en Grietje Backer.
Backer groeide op in Amsterdam. Zijn vader was haringkoper op de Nieuwendijk. Backer werd lid van de schutterij en deed in 1623 met zijn vaandel mee aan de verdediging van Zwolle. In 1627 trouwde hij met Bregitta Spiegel. Van zijn schoonouders erfde hij naast een vermogen ook het huis Nuyssenburch in Overveen.
Backer was burgemeester in 1639, 1642, 1645, 1647 en 1651. Tevens was hij bewindhebber van de Vereenigde Oostindische Compagnie en ridder van St. Marcus.

## Carrière

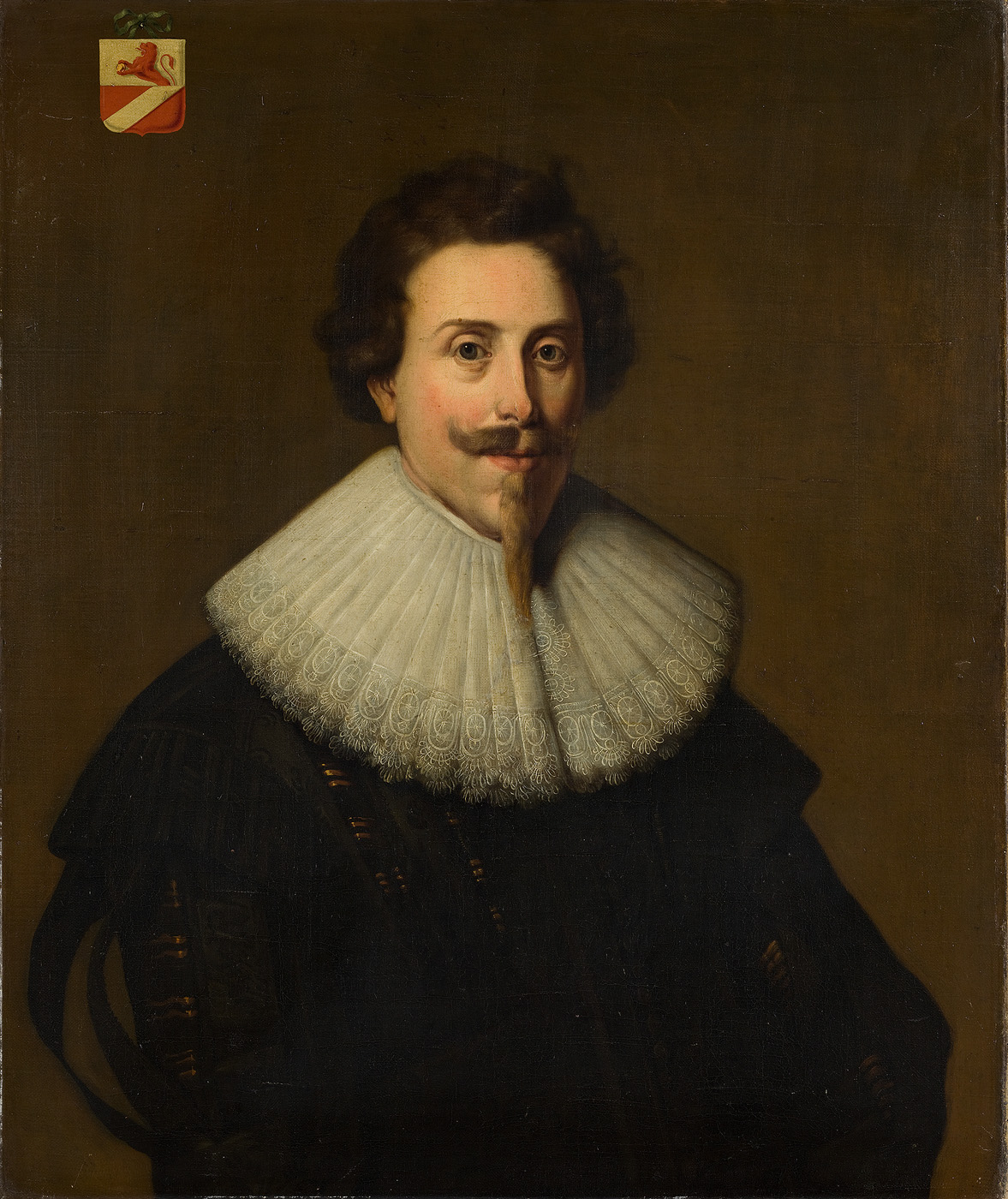
Willem Backer, door een onbekende schilder

In 1625 kwam Backer in de vroedschap, die uit 36 personen bestond. Hij sloot zich aan bij de calvinisten, die onder leiding stond van Reinier Pauw.
De gereformeerde Backer was o.a.:
- Commissaris van Huwelijkse Zaken, 1624 - 1629
- Commissaris van de Grote Accijnzen, 1629 - 1630
- Rekenmeester, 1632
- Commissaris van Kleine Zaken, 1634 - 1635
- Curator van het Athenaeum Illustre, 1636
- Weesmeester, 1640, 1643, 1646
- Thesaurier Ordinaris, 1641, 1644, 1652

In 1639 werd hij voor de eerste keer burgemeester. In de 17de eeuw steunde het burgemeesterschap van Amsterdam op een privilege uit 1400, door graaf Albrecht verleend. Hierbij werd de jaarlijkse keuze van de vier hoogste machthebbers van de stad geregeld, zodat het gezag der Republiek hier geen enkele invloed op had.
Backer maakte deel uit van de Commissie van Toezicht die zich bezighield met de herbouw van de Nieuwe kerk, die op 11 januari 1645 door brand was verwoest. Backer wilde de kerk onder andere laten voorzien van een nieuwe toren die de hoogste kerktoren zou worden uit de Gouden Eeuw en hoger dan de domtoren van Utrecht.
De bouw startte in mei 1646, toen Cornelis de Graeff burgemeester was. Na allerlei voorbereidingen werd op 27 augustus de eerste paal geslagen en op 20 juni 1647 werd de eerste steen gelegd door Backers 14-jarige zoon Cornelis. Op 14 mei 1648 werd de kerk in gebruik genomen, kort na de Vrede van Munster, maar de kerktoren is nooit voltooid. Het gemeentebestuur had uiteindelijk de prioriteit gegeven aan de bouw van het nieuwe stadhuis op de Dam.
In 1647 werd Backer door Francisco Molino, doge van Venetië, benoemd tot Ridder van Sint-Marcus.
Backer overleed in 1652 en zijn zwager Gerard Schaep volgde hem als leider van de kerkelijke fractie op.